# Калхун (округ, Мичиган)
Калху́н (англ. Calhoun County) — округ в штате Мичиган, США. Основан в 1829, но официально образован в 1833 году. По состоянию на 2010 год, численность населения составляла 136 146 человек.

## География
По данным Бюро переписи США, общая площадь округа равняется 1 860,761 км2, из которых 1 835,587 км2 суша и 25,175 км2 или 1,350 % это водоёмы.

## Население
По данным переписи населения 2010 года в округе проживает 136 146 жителей в составе 54 016 домашних хозяйств и  35 220 семей. Плотность населения составляет 74,40 человек на км2. На территории округа насчитывается 61 042 жилых строений, при плотности застройки около 33,40-ти строений на км2. Расовый состав населения: белые — 79,80 %, афроамериканцы — 10,70 %, коренные американцы (индейцы) — 0,50 %, азиаты — 1,60 %, гавайцы — 0,00 %, представители других рас — 0,10 %, представители двух или более рас — 2,70 %. Испаноязычные составляли 4,50 % населения независимо от расы.
В составе 31,20 % из общего числа домашних хозяйств проживают дети в возрасте до 18 лет, 45,30 % домашних хозяйств представляют собой супружеские пары проживающие вместе, 14,60 % домашних хозяйств представляют собой одиноких женщин без супруга, 34,80 % домашних хозяйств не имеют отношения к семьям, 0,00 % домашних хозяйств состоят из одного человека, 0,00 % домашних хозяйств состоят из престарелых (65 лет и старше), проживающих в одиночестве. Средний размер домашнего хозяйства составляет 2,44 человека, и средний размер семьи 2,98 человека.
Возрастной состав округа: 24,20 % моложе 18 лет, 9,30 % от 18 до 24, 24,00 % от 25 до 44, 27,70 % от 45 до 64 и 27,70 % от 65 и старше. Средний возраст жителя округа 39 лет. На каждые 100 женщин приходится 95,50 мужчин. На каждые 100 женщин старше 18 лет приходится 92,50 мужчин.
Средний доход на домохозяйство в округе составлял 42 921 USD, на семью — 49 964 USD. Среднестатистический заработок мужчины был 25 712 USD против 18 298 USD для женщины. Доход на душу населения составлял 20 661 USD. Около 11,70 % семей и 16,20 % общего населения находились ниже черты бедности, в том числе — 23,90 % молодежи (тех, кому ещё не исполнилось 18 лет) и 5,80 % тех, кому было уже больше 65 лет.